# هرم ساحورع
هرم ساحورع (مصری باستان: Ḫꜥỉ-bꜣ Sꜣḥw-Rꜥ: Ḫꜥỉ-bꜣ Sꜣḥw-Rꜥ)(به معنای: طلوع روح ساحورع) یک مجموعه هرم است که در طی اواخر قرن ۲۶ پ. م تا قرن ۲۵ پ. م برای فرعون مصری ساحورع از دودمان پنجم ساخته شده‌است. این بنا دوره ای از ساخت هرم توسط جانشینان ساحورع در ابوصیر، در مکانی که قبلاً اوسرکاف برای معبد خورشید خود استفاده می‌کرد، را آغاز کرد. این مکان برای اولین بار توسط لودویگ بورچارت بین ماه مارس ۱۹۰۷ تا ۱۹۰۸ به‌طور کامل کاوش شد.